# Autostimulation

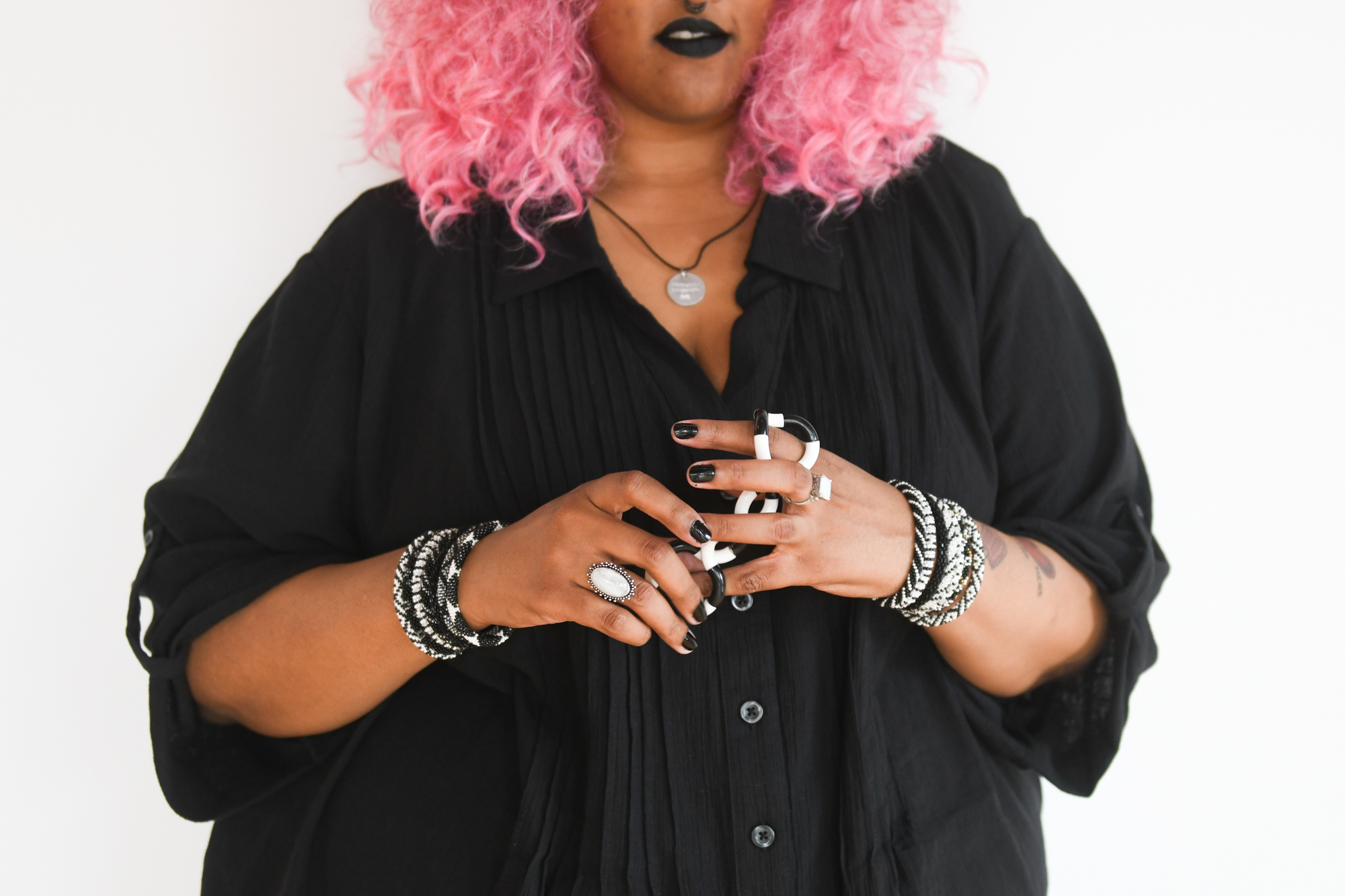
Personne autiste utilisant un jouet d'autostimulation

Les comportements d’autostimulation (en anglais stimming) sont des mouvements répétitifs et stéréotypés. Ils sont souvent observés chez les enfants ayant des troubles de développement, et plus fréquemment chez les enfants et les adultes autistes,.

## Variantes
Ces comportements peuvent prendre plusieurs formes, : 
- autostimulation visuelle : fixer les lumières, aligner des objets, refaire un casse-tête à répétition ;
- autostimulation vestibulaire : balancement du corps, hochements de la tête, sauts de haut en bas, tourner sur soi-même ;
- autostimulation tactile : tapoter des objets, frotter des surfaces ;
- autostimulation auditive : répétition d’une série de mots ou de sons – écholalie différée, taper un objet sur une table ;
- autostimulation orale : mettre des objets ou des parties du corps dans sa bouche, lécher des objets ;
- autostimulation olfactive : sentir les objets.

## Fonctions
La raison de ces comportements varie d’une personne à une autre: 
- se fournir une stimulation sensorielle : chez les personnes ayant un profil sensoriel de type hyposensible ;
- se détendre en bloquant les sur-stimulations environnementales : chez les personnes ayant un profil sensoriel de type hypersensible.

## Impacts
Selon certains auteurs, ces comportements d’autostimulation affectent les niveaux de concentration et d’attention ainsi que les capacités d’interaction et de communication de l’enfant, et en conséquence affectent le niveau de participation dans des occupations significatives de même que sur les capacités de socialisation, d’apprentissage et d’acquisition de nouvelles habiletés. Il existe des débats par rapport à la question de la limitation ou de l’élimination de ces comportements. Des travaux plus récents, basés sur la connaissance située, suggèrent que les autostimulations ont un effet positif pour les personnes autistes en termes d'autorégulation.
Les parents et thérapeutes essayent généralement de faire cesser ceux qui sont dangereux, et de limiter l’autostimulation non dangereuse dans les lieux publics. La recherche d’une extinction totale de ces comportements d’autostimulation amène généralement à une modification (changement de geste d’autostimulation) et non à leur disparition. 
Les interventions des thérapeutes pour faire diminuer ces comportements peuvent comprendre une diète sensorielle qui devra répondre aux besoins sensoriels de l’enfant et le remplacement des comportements d’autostimulation par des comportements plus socialement acceptables et qui affectent moins le fonctionnement de l’enfant au quotidien (exemple : mâchonner un Chewy tube),.

## Défense du droit à l'autostimulation
Alors que le discours psychiatrique dominant porte à considérer les comportements d'autostimulation comme indésirables, une majorité de personnes autistes les revendiquent comme faisant partie de leur identité, de la culture autiste, et comme une source de fierté,. Les adultes autistes interrogés décrivent ces comportements comme une expression d'émotions intenses et s'opposent aux thérapies visant à les supprimer.